# Gare Sudirman
La gare Sudirman (ex-gare de Dukuh Atas) est une gare ferroviaire située dans le district de Menteng, Jakarta Centre. Elle est nommée d'après la Jalan Jenderal Sudirman, la principale artère de la ville. Pour le moment, elle n'est desservie que par le KRL Commuterline, le réseau express régional de la conurbation du Jabodetabek.
La gare Sudriman assure la correspondance avec le réseau de bus à haut niveau de service du TransJakarta. Elle assurera également celle avec le métro de Jakarta et le métro léger du Grand Jakarta.

## Service des voyageurs

### Intermodalité

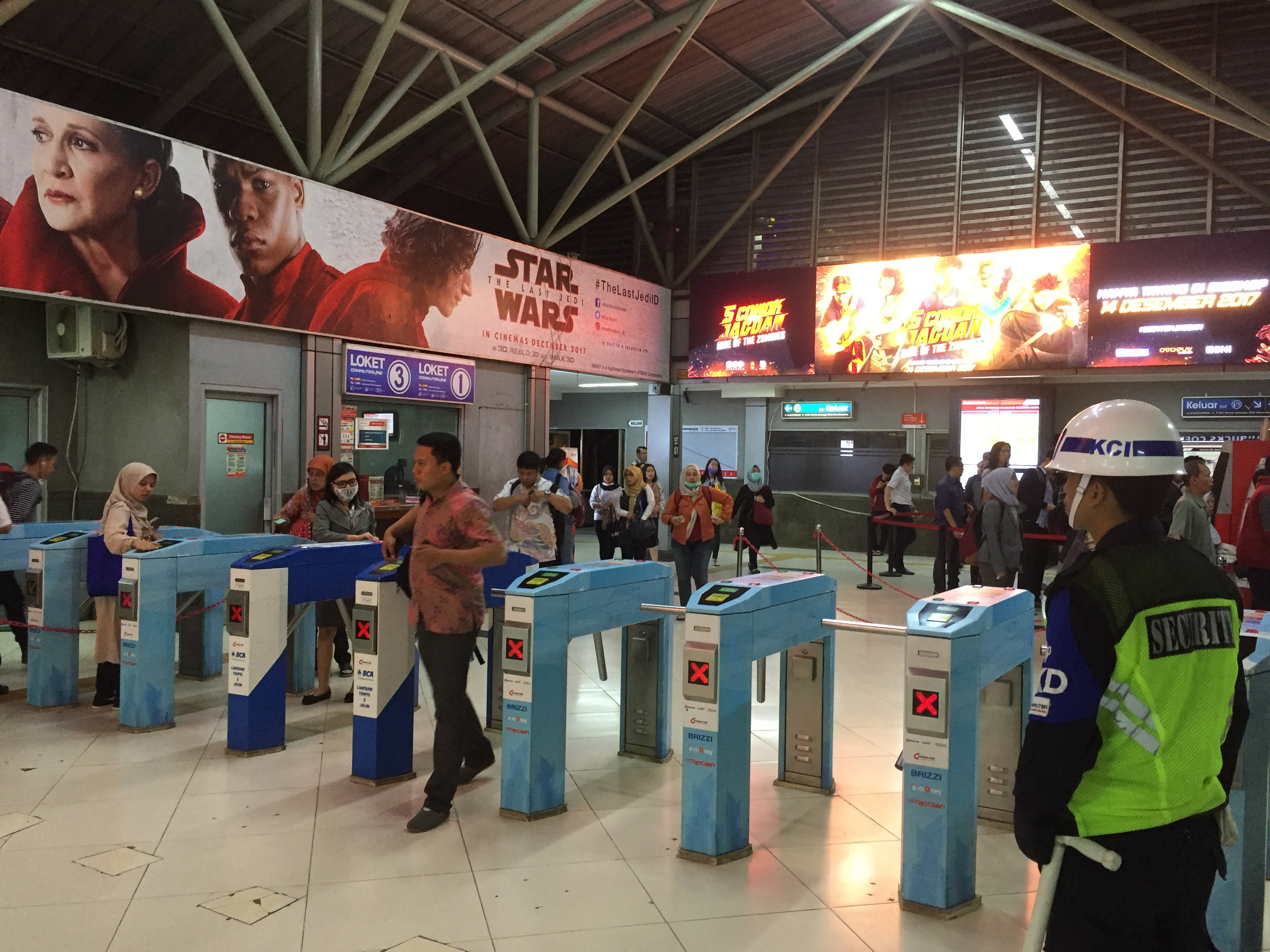
Gare Sudirman : portillons d'accès
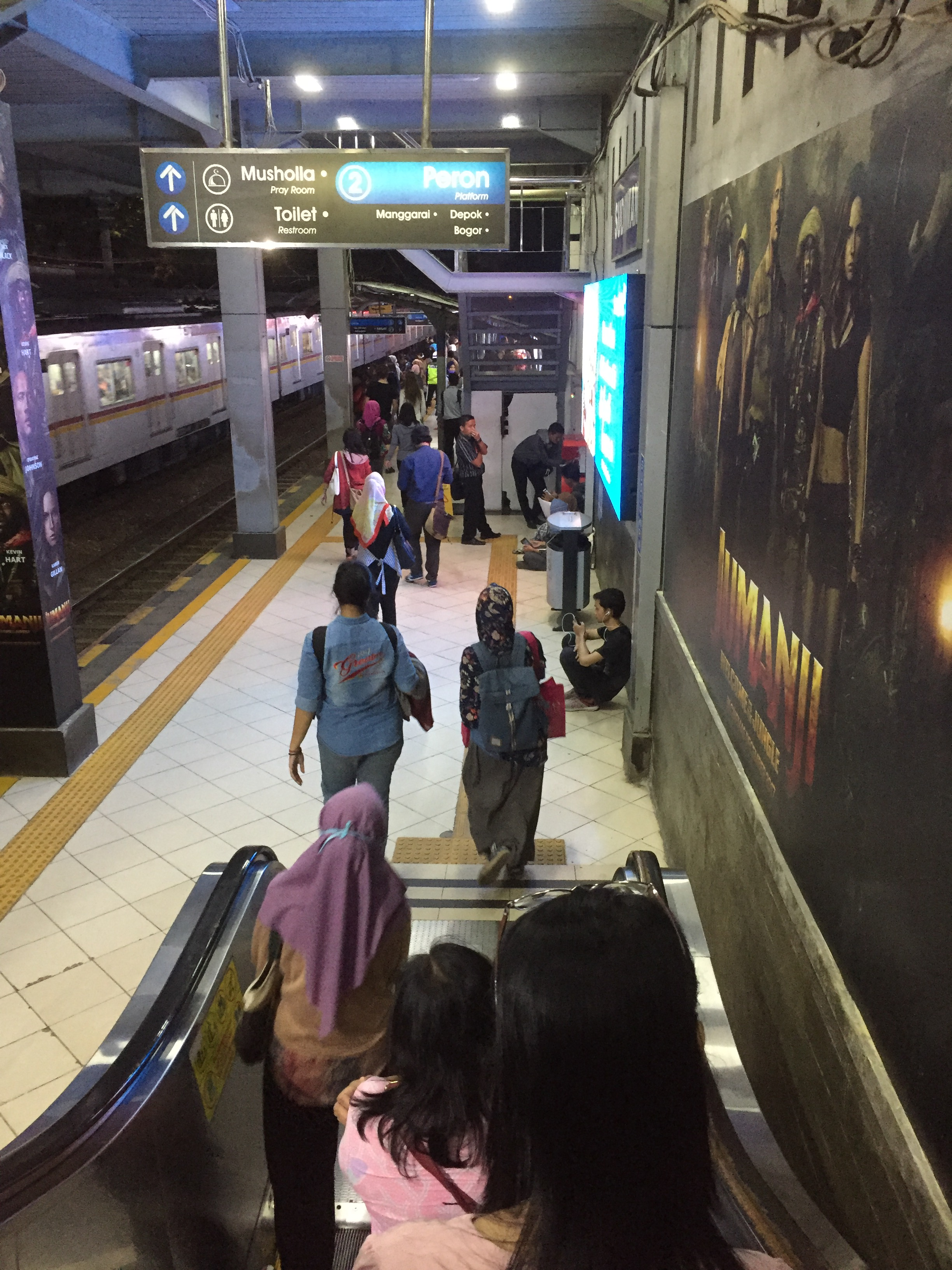
Gare Sudirman : quai
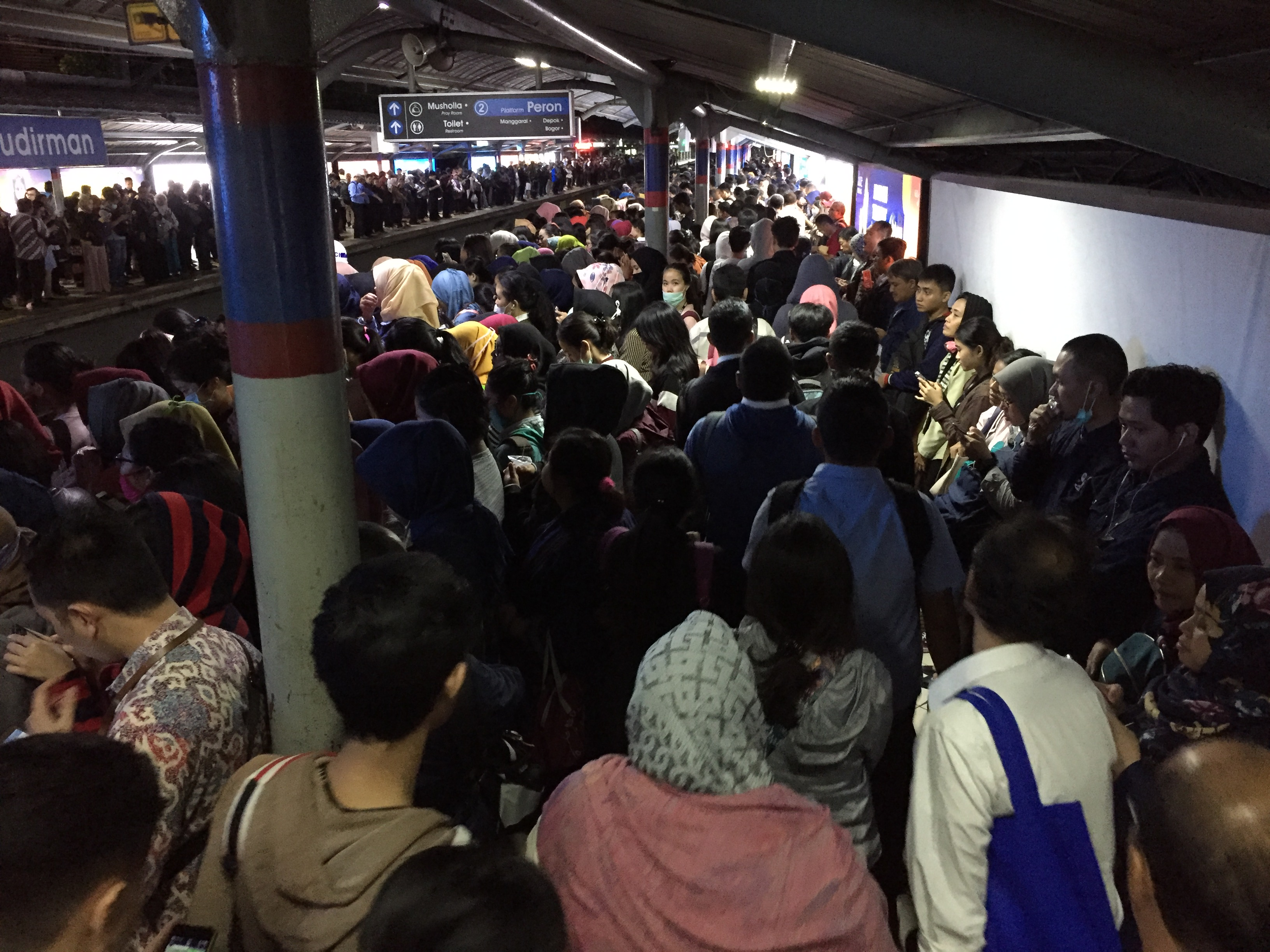
Quai de la gare Sudirman à une heure de pointe
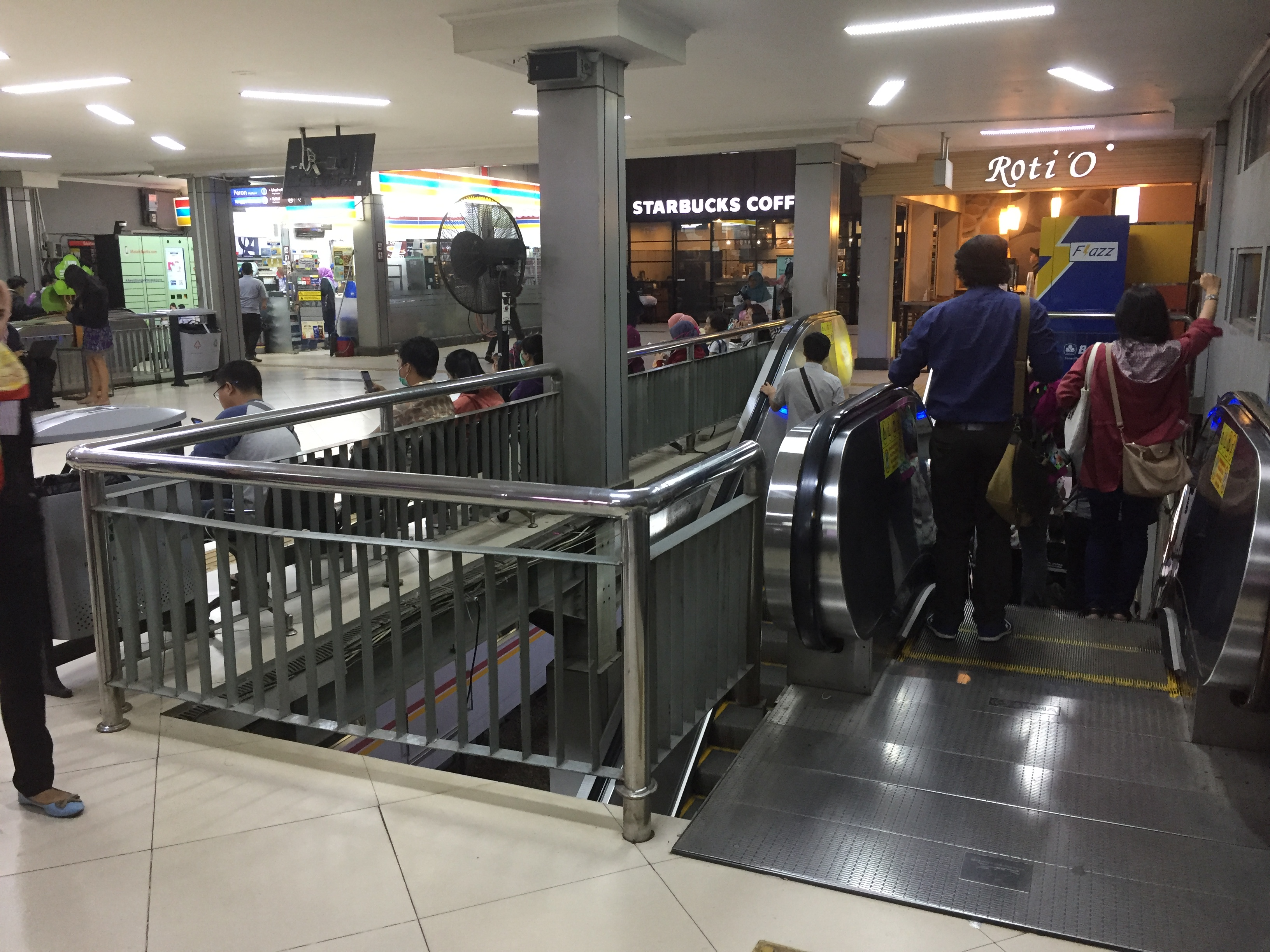
Gare Sudirman : la zone commerciale